# Kornellväxter
Kornellväxter (Cornaceae) är en familj i ordningen Cornales och innehåller endast två släkten, kornellsläktet (Cornus) och Alangium med tillsammans cirka 85 arter. Tidigare räknades davidiasläktet (Davidia) och lyckoträdssläktet (Camptotheca) till kornellväxterna, men dessa släkten förs numera till andra familjer.